# Gunhild Sundstrom
Gunhild Sundstrom (...) è un'ex fondista svedese paralimpica, vincitrice di due medaglie d'argento alle Paralimpiadi invernali del 1976.

## Carriera
Alle prime Paralimpiadi di Ornskoldsvik del 1976, Gunhild Sundstrom è stata la vincitrice di due medaglie d'argento: nella gara di 5 km A distanza corta (un podio tutto svedese, con Birgitta Sund medaglia d'oro e Marianne Edfeldt bronzo) e nella gara di 10 km A distanza media (lo stesso podio dei 5 km, 1º posto Sund, 2º posto Sundstrom e Edfeldt al 3º posto).
Ai Giochi paralimpici invernali di Geilo 1980, con un tempo di 27:03 Sundstrom si è piazzata quarta nella gara di 5 km B distanza corta e quinta nei 10 km B distanza media con il tempo 0:55:53.0.

## Palmarès

### Paralipiadi
- 2 medaglie:
  - 2 argenti (5 km A distanza corta e 10 km A distanza media a Örnsköldsvik 1976)